# ブランシュタックの戦い
ブランシュタックの戦い（ブランシュタックのたたかい、英語: Battle of Blanchetaque）は、 1346年8月24日にフランスのソンム川のブランシュタックの浅瀬で起きた、イングランド王国軍とフランス王国軍との戦いである。百年戦争序盤の重要な戦いであるクレシーの戦いの前哨戦で、イングランド軍が勝利した。クレシーより小規模で無名ではあるが、この戦いの勝利なくしてイングランド軍のクレシーでの大勝は成し遂げえなかった。

## 背景
1337年に英仏間で勃発した百年戦争は、両軍とも決定的な勝利を得ないまま1343年にいったん休戦した。1346年7月、イングランド王エドワード3世はプリンス・オブ・ウェールズになったばかりの16歳の息子エドワード黒太子を伴い、12,000～15,000人の兵を従えて本格的なフランス侵攻に乗り出した。ノルマンディーに上陸したイングランド軍は、7月26日に北西ノルマンディー地方の中心都市カーンを攻撃してフランス軍を破り、町を徹底的に破壊した（カーンの戦い）。

## 開戦まで
カーンの戦いの後、イングランド軍は焦土作戦をとりながら退却するフランス軍を追ってセーヌ川沿いを東に進み、8月14日にはパリの西約30キロのセーヌ川のポワシーの渡しを掌握して舟橋をかけた。これはフランスの人心を大いに脅かしたが、これによってイングランド軍はセーヌ川とソンム川に挟まれた平野に入り込んだことになり、実のところフランス側にとっては好機到来となった。二つの川の橋や渡しはフランス軍が守りを固めており、本陣をパリからアミアンに移したフランス王フィリップ6世は、満を持して大軍を率いて両川に挟まれた平野に入りイングランド軍の追跡を開始した。
8月下旬、エドワード3世はソンム川のフランス軍防衛ラインを突破しようとしてアンジュストやポン＝レミを攻撃して失敗した後、フランス軍の追尾を受けつつ渡河地点を探しながらソンム川西岸をゆっくりと北上した。進軍経路のボワモンを襲って守備隊を全滅させ町を焼き払ったイングランド軍は8月24日夜、アシュー＝アン＝ヴィムーに宿営した。フランス軍本隊は10キロ離れたアブヴィルの橋を警戒していた。エドワード3世は、現地に住むイングランド住民かもしくは捕虜のフランス兵から、6キロほど離れたセーニュヴィルの村にあるブランシュタック（川底に白い石が並んでいたことからこう呼ばれていた）という名前の小さな渡しの存在を聞いた。フランス軍の防備が手薄に違いないと踏んだエドワード3世は、直ちに全軍に野営地を引き払いソンム川まで向かうように命じた。

## 戦い
いざブランシュタックの渡しにイングランド軍が着くと、フランス軍は実戦経験豊富なゴデマール・ド・フォワ率いる3,500の兵が守りを固めており、エドワード3世の予想は裏切られた形になった。また、河口近くだったので潮の影響で水位が高く、下がるまでは数時間かかると見られた。しかし、フランス側の焦土作戦のため飢えと士気低下に苦しんでいた自軍の事情を考えたエドワード3世は、これ以上引き延ばさずにここでの渡河を決意した。
フランス軍は堤防に沿って3重に部隊を展開し、精鋭の装甲兵士を中央に配置していた。午前8時ごろ、イングランド軍の騎士と装甲兵士100人が、長弓部隊の分厚い援護射撃の下で渡河を開始した。長弓の熾烈な攻撃によってフランス軍の戦列は混乱し、ジェノヴァ兵の石弓部隊も対応できない間にイングランド兵は対岸に到達した。イングランド軍先鋒の奮戦により対岸に橋頭保を確保すると、エドワード3世は兵力を更に投入した。イングランド歩兵の死に物狂いの働きと弓兵の正確な射撃によってフランス軍が徐々に後退して潰走を始めると、騎兵がアブヴィルまで掃討戦を行った。
イングランド軍はフランス軍の防衛ラインを突破して1時間半で全軍が渡河を終え、北上した。ここまで焦土作戦を行っていたフランス軍だったが、ソンムの防衛ラインには絶対の自信を持っていたため、この一帯は食糧などが手つかずのままでイングランド軍は略奪をほしいままにして物資を調達できた。フィリップ6世も直ちに追跡を開始したが、クレシーの町の近くでエドワード3世は待ち構えており、クレシーの戦いが発生した。

## 戦後
戦術の勝利というよりも決断の勝利と言うべきブランシュタックの戦いの2日後、クレシーの戦いでイングランド軍は数に勝るフランス軍に大勝した。ブランシュタックの勝利がなければ、イングランド軍は食糧を補給することもできなかったし、クレシーの優位な地形でフランス軍を待ち構えることもできなかった。百年戦争序盤の最も重要な戦いであるクレシーでの勝利は、ブランシュタックでの勝利なくしてはありえなかったと言える。戦死者はフランス軍で2,000人、イングランド軍は遥かに軽微だったと伝えられる。